# Ventotto case

Le ventotto case dell'astronomia cinese (riflessione speculare)

Le ventotto case (二十八宿S, Èr Shí Bā XiùP), hsiu, xiu o sieu fanno parte del sistema delle costellazioni cinesi. Esse possono essere considerate come l'equivalente delle costellazioni zodiacali nell'astronomia occidentale, benché le ventotto case riflettano il movimento della Luna lungo un mese siderale piuttosto che quello del Sole in un anno tropico. Le case lunari erano in uso in altre parti dell'Asia, incluso l'antico Giappone; il Bansenshūkai, scritto da Fujibayashi Yasutake, menziona il sistema parecchie volte e include un'immagine delle ventotto case.
Un altro sistema simile, chiamato nakshatra, si usa nell'astronomia indiana tradizionale.

## Panoramica
Gli antichi astronomi cinesi dividevano l'eclittica del cielo in quattro regioni, note collettivamente come i Quattro Simboli, ciascuno assegnato a un misterioso animale. Essi sono il Drago Azzurro (青龍) a est, la Tartaruga Nera (玄武) a nord, la Tigre Bianca (白虎) a ovest e l'Uccello Vermiglio (朱雀) a sud. Ciascuna regione contiene sette case, facendo un totale di 28 case. Queste case o xiù corrispondono alle longitudini lungo l'eclittica che la Luna attraversa durante il suo viaggio di 27,32 giorni intorno alla Terra e servono come modo per tracciare il progresso della Luna. Nel taoismo sono legati a 28 generali cinesi.

## Lista delle case
I nomi e le stelle determinative delle case sono:
| Quattro Simboli (四象)                      | Casa (宿) | Casa (宿)     | Casa (宿)             | Casa (宿)            |
| Quattro Simboli (四象)                      | Numero    | Nome (pinyin) | Traduzione            | Stella determinativa |
| ------------------------------------------- | --------- | ------------- | --------------------- | -------------------- |
| Drago Azzurro dell'Est (東方青龍) Primavera | 1         | 角 (Jiǎo)     | Corno                 | α Vir                |
| Drago Azzurro dell'Est (東方青龍) Primavera | 2         | 亢 (Kàng)     | Collo                 | κ Vir                |
| Drago Azzurro dell'Est (東方青龍) Primavera | 3         | 氐 (Dǐ)       | Radice                | α Lib                |
| Drago Azzurro dell'Est (東方青龍) Primavera | 4         | 房 (Fáng)     | Stanza                | π Sco                |
| Drago Azzurro dell'Est (東方青龍) Primavera | 5         | 心 (Xīn)      | Cuore                 | σ Sco                |
| Drago Azzurro dell'Est (東方青龍) Primavera | 6         | 尾 (Wěi)      | Coda                  | μ Sco                |
| Drago Azzurro dell'Est (東方青龍) Primavera | 7         | 箕 (Jī)       | Setaccio              | γ Sgr                |
| Tartaruga Nera del Nord (北方玄武) Inverno  | 8         | 斗 (Dǒu)      | Mestolo (Meridionale) | φ Sgr                |
| Tartaruga Nera del Nord (北方玄武) Inverno  | 9         | 牛 (Niú)      | Bue                   | β Cap                |
| Tartaruga Nera del Nord (北方玄武) Inverno  | 10        | 女 (Nǚ)       | Ragazza               | ε Aqr                |
| Tartaruga Nera del Nord (北方玄武) Inverno  | 11        | 虛 (Xū)       | Vuoto                 | β Aqr                |
| Tartaruga Nera del Nord (北方玄武) Inverno  | 12        | 危 (Wēi)      | Tetto                 | α Aqr                |
| Tartaruga Nera del Nord (北方玄武) Inverno  | 13        | 室 (Shì)      | Accampamento          | α Peg                |
| Tartaruga Nera del Nord (北方玄武) Inverno  | 14        | 壁 (Bì)       | Muro                  | γ Peg                |
| Tigre Bianca dell'Ovest (西方白虎) Autunno  | 15        | 奎 (Kuí)      | Gambe                 | η And                |
| Tigre Bianca dell'Ovest (西方白虎) Autunno  | 16        | 婁 (Lóu)      | Legame                | β Ari                |
| Tigre Bianca dell'Ovest (西方白虎) Autunno  | 17        | 胃 (Wèi)      | Stomaco               | 35 Ari               |
| Tigre Bianca dell'Ovest (西方白虎) Autunno  | 18        | 昴 (Mǎo)      | Chioma                | 17 Tau               |
| Tigre Bianca dell'Ovest (西方白虎) Autunno  | 19        | 畢 (Bì)       | Rete                  | ε Tau                |
| Tigre Bianca dell'Ovest (西方白虎) Autunno  | 20        | 觜 (Zī)       | Becco di Tartaruga    | λ Ori                |
| Tigre Bianca dell'Ovest (西方白虎) Autunno  | 21        | 參 (Shēn)     | Tre Stelle            | ζ Ori                |
| Uccello Vermiglio del Sud (南方朱雀) Estate | 22        | 井 (Jǐng)     | Pozzo                 | μ Gem                |
| Uccello Vermiglio del Sud (南方朱雀) Estate | 23        | 鬼 (Guǐ)      | Fantasma              | θ Cnc                |
| Uccello Vermiglio del Sud (南方朱雀) Estate | 24        | 柳 (Liǔ)      | Salice                | δ Hya                |
| Uccello Vermiglio del Sud (南方朱雀) Estate | 25        | 星 (Xīng)     | Stella                | α Hya                |
| Uccello Vermiglio del Sud (南方朱雀) Estate | 26        | 張 (Zhāng)    | Rete stesa            | υ¹ Hya               |
| Uccello Vermiglio del Sud (南方朱雀) Estate | 27        | 翼 (Yì)       | Ali                   | α Crt                |
| Uccello Vermiglio del Sud (南方朱雀) Estate | 28        | 軫 (Zhěn)     | Carro                 | γ Crv                |